# Lida Hernández
Lida Hernández Velandia (19 de mayo de 1982) es una deportista colombiana que compitió en taekwondo. Ganó tres medallas en el Campeonato Panamericano de Taekwondo entre los años 2002 y 2008.

## Palmarés internacional
| Campeonato Panamericano | Campeonato Panamericano  | Campeonato Panamericano | Campeonato Panamericano |
| Año                     | Lugar                    | Medalla                 | Categoría               |
| ----------------------- | ------------------------ | ----------------------- | ----------------------- |
| 2002                    | Quito (Ecuador)          | Medalla de bronce       | –67 kg                  |
| 2006                    | Buenos Aires (Argentina) | Medalla de plata        | –67 kg                  |
| 2008                    | Caguas (Puerto Rico)     | Medalla de plata        | –67 kg                  |